# Конституционный референдум в Швейцарии (1880)
Конституционный референдум в Швейцарии проходил 31 октября 1880 года. Референдум проводился по народной инициативе «о полном пересмотре Конституции». Такая конституционная инициатива предполагала прямое обращение к избирателям, минуя законодательную власть таким образом, что в случае её одобрения парламент был бы распущен и назначены новые выборы в Конституционное собрание. Последующий Конституционный референдум должен был бы принять новую Конституцию двойным большинством, т.е. как большинством избирателей, так и большинством кантонов . 
Конституционная инициатива была отвергнута 68,2% голосов избирателей и большинством кантонов.
В истории Швейцарии референдум по народной инициативе «о полном пересмотре Конституции» проводился лишь дважды: в 1880 и 1935 годах. В обоих случаях такая инициатива была отклонена.

## Избирательная система
Для изменения Конституции необходимо было двойное большинство: большинство от общего числа голосов избирателей и большинство кантонов. Решение кантона рассчитывалось на базе голосов избирателей кантона. При этом кантон считался как один голос, а полукантон — как 1/2 голоса.

## Результаты
| Выбор                                | Общее голосование | Общее голосование | Кантоны | Кантоны | Кантоны |
| Выбор                                | Голосов           | %                 | Полных  | Полу-   | Всего   |
| ------------------------------------ | ----------------- | ----------------- | ------- | ------- | ------- |
| За                                   | 121 099           | 31,8              | 4       | 1       | 4,5     |
| Против                               | 260 126           | 68,2              | 15      | 5       | 17,5    |
| Пустых бюллетеней                    | 5 305             | –                 | –       | –       | –       |
| Недействительных бюллетеней          |                   | –                 | –       | –       | –       |
| Всего                                | 536 530           | 100               | 19      | 6       | 22      |
| Зарегистрированных избирателей/ Явка | 641 576           |                   | –       | –       | –       |
| Источник: Nohlen & Stöver            |                   |                   |         |         |         |